# Tremachoridae
Tremachoridae es una familia de foraminíferos bentónicos de la superfamilia Delosinoidea, del suborden Buliminina y del orden Buliminida. Su rango cronoestratigráfico abarca desde el Mioceno medio.

## Discusión
Clasificaciones previas incluían Tremachoridae en el suborden Rotaliina y/o orden Rotaliida.

## Clasificación
Tremachoridae incluye al siguiente género:
- Tremachora †